# Nichtigkeitsklage (Patentrecht)
Die Nichtigkeitsklage ist im deutschen Patentrecht die Klage gegen einen Patentinhaber auf (Teil-)Nichtigerklärung seines Patents. Das Patent ist entweder ein deutsches Patent oder der deutsche Anteil eines europäischen Patents.

## Rechtsgrundlage
Im deutschen Patentgesetz (PatG) geben die § 21 und § 22 die materielle sowie § 81 ff die verfahrensmäßige Rechtsgrundlage für die Nichtigkeitsklage.
Das europäische Patentrecht (europäisches Patentübereinkommen) regelt das Nichtigkeitsverfahren in Art. 138. Zum Einspruch siehe bei Abgrenzung.

## Regelungsinhalt und Zweck
Mit der Nichtigkeitsklage kann der Kläger jederzeit nach dem Ablauf der Einspruchsfrist des Patents die Überprüfung der Schutzfähigkeit des Patents anstoßen.
Sehr oft ist die Nichtigkeitsklage eine Reaktion auf eine Patentverletzungsklage. Im deutschen Patentverletzungsprozess ist es nicht zulässig, die mangelnde Rechtsbeständigkeit eines Patentes als Einrede gegen Patentverletzung zu bringen. Vielmehr ist die Frage der Schutzfähigkeit separat zu klären. Nach Ablauf der Einspruchsfrist ist dafür die Nichtigkeitsklage das Mittel der Wahl. Die Rollen von Kläger und Beklagtem sind in der Nichtigkeitsklage dann verglichen zum Verletzungsfall vertauscht: Der Verletzungsbeklagte wird der Nichtigkeitskläger, der Verletzungskläger wird der Nichtigkeitsbeklagte.
Das Ergebnis kann Klageabweisung oder teilweise oder vollständige Nichtigerklärung des in Rede stehenden Patents sein. Je nach Umfang kann dies dann Auswirkungen auf einen womöglich auch anhängigen Verletzungsprozess haben.

## Abgrenzung, Unterschiede
Das deutsche und europäische Patentrecht kennen auch das Institut des Einspruchs. Materiell werden im Einspruchsverfahren im Wesentlichen die gleichen Fragen wie in einer Nichtigkeitsklage diskutiert. Der Einspruch kann aber nur befristet nach Patenterteilung erhoben werden, während die Nichtigkeitsklage jederzeit erhoben werden kann. Die Kostenaspekte des Einspruchsverfahrens sind anders als die der Nichtigkeitsklage geregelt.
Wenn Nichtigkeitsklage gegen den deutschen Anteil eines europäischen Patents erhoben wird, hat dies im rechtlichen Sinn keine Auswirkung auf die Anteile des europäischen Patents in anderen Ländern Europas. Wenn vor dem europäischen Patentamt ein Einspruch gegen ein europäisches Patent erhoben wird, hat er, sofern zulässig, Wirkung gegen alle nationalen Anteile des europäischen Patents.
Wenn ein Einspruch vom Einsprechenden zurückgenommen wird, kann das Patentamt entsprechend dem Amtsermittlungsgrundsatz das Einspruchsverfahren fortsetzen. Wenn dagegen eine Nichtigkeitsklage zurückgenommen wird, ist das Klageverfahren beendet.

## Nichtigkeitsgründe
Die zulässig argumentierbaren Nichtigkeitsgründe sind in § 22 PatG (mit Verweis auf § 21) abschließend vorgegeben.

### Mangelnde materielle Patentfähigkeit
Die Erfindung ist ggü. dem Stand der Technik nicht patentwürdig, d. h., es liegen mangelnde erfinderische Tätigkeit oder mangelnde Neuheit oder ein anderer Patentierungsausschluss der §§ 1 bis 5 PatG vor.
Der Angriff wegen mangelnder Neuheit bzw. mangelnder erfinderischer Tätigkeit ist die häufigste Begründungsschiene für Nichtigkeitsklagen.

### Mangelnde Offenbarung der Erfindung
Die technische Beschreibung der Erfindung ist so unzulänglich, dass sie nicht ausgeführt werden kann.

### Widerrechtliche Entnahme
Der eingetragene Inhaber ist nicht der berechtigte Inhaber des Patents, weil er nicht der Erfinder oder dessen Rechtsnachfolger ist. In diesem Fall ist nur der tatsächlich Berechtigte klagebefugt.

### Unzulässige Erweiterung
Der Gegenstand des Patents geht über den Inhalt der ursprünglich eingereichten Anmeldung hinaus.

### Schutzbereichserweiterung
In einem vorangegangenen Einspruchs- oder Nichtigkeitsverfahren wurde der Schutzbereich des noch davor erteilten Patents erweitert.

## Verfahren

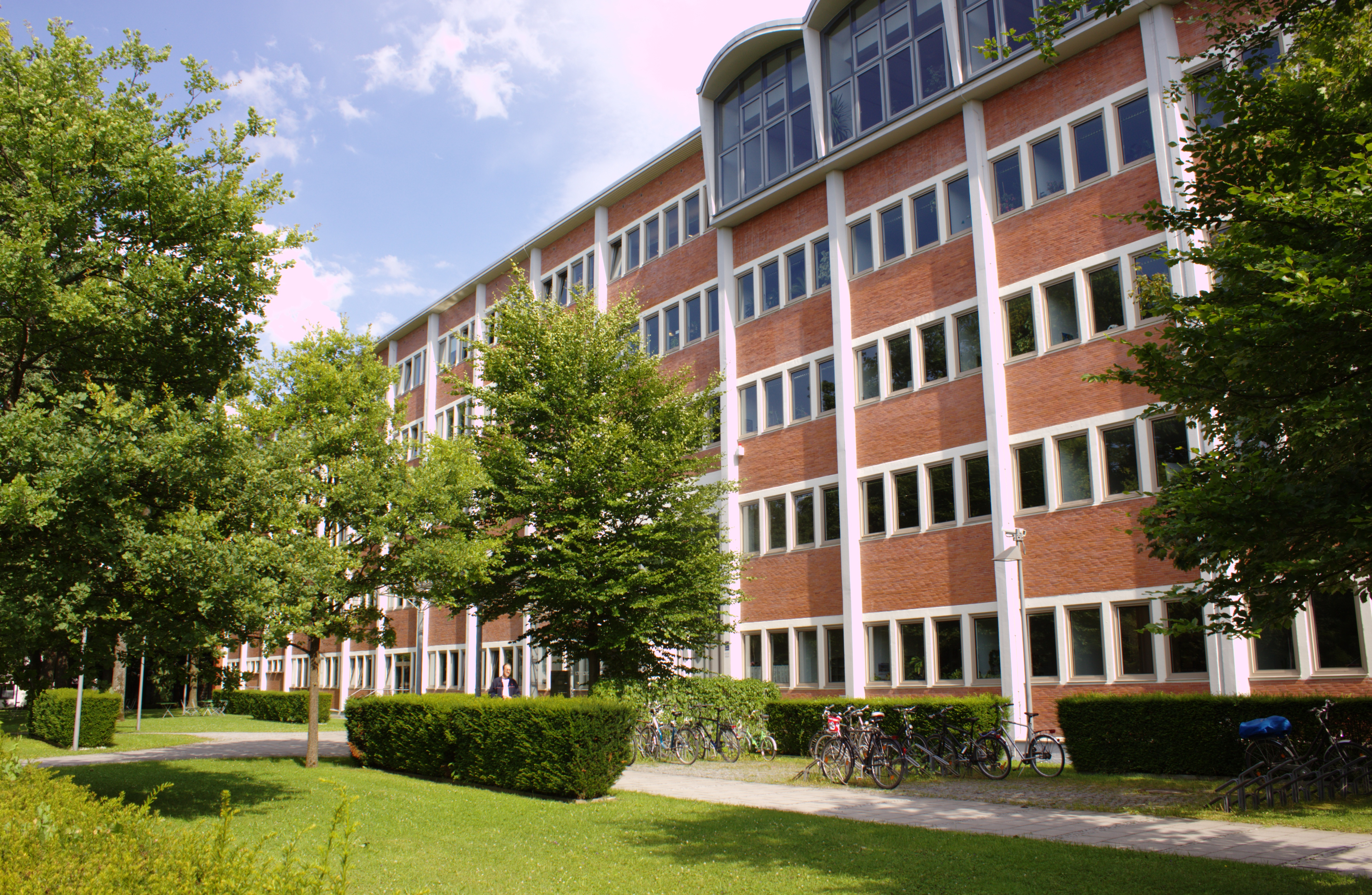
Bundespatentgericht im Süden Münchens

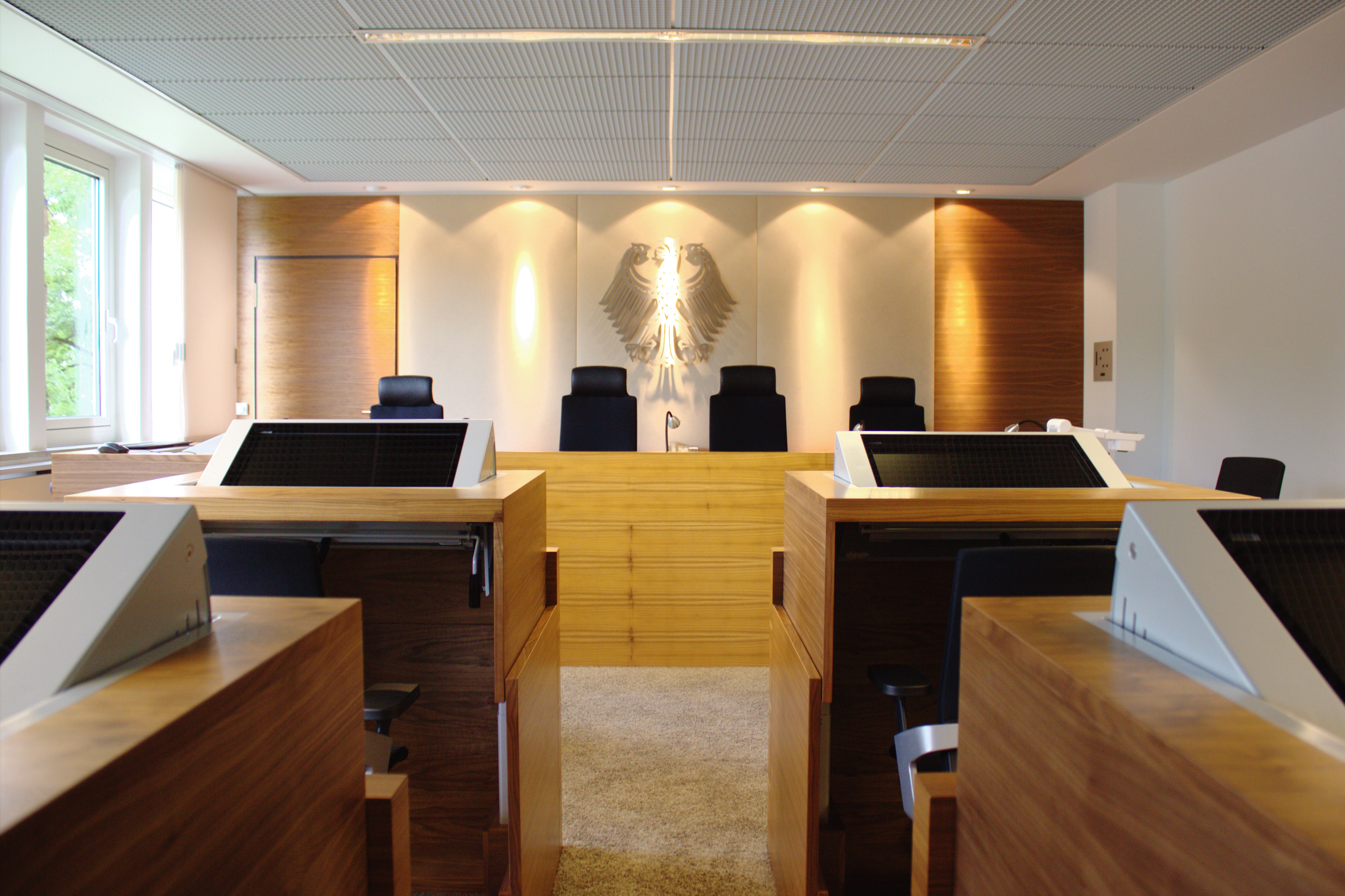
Sitzungssaal des BPatG mit IT-Ausstattung

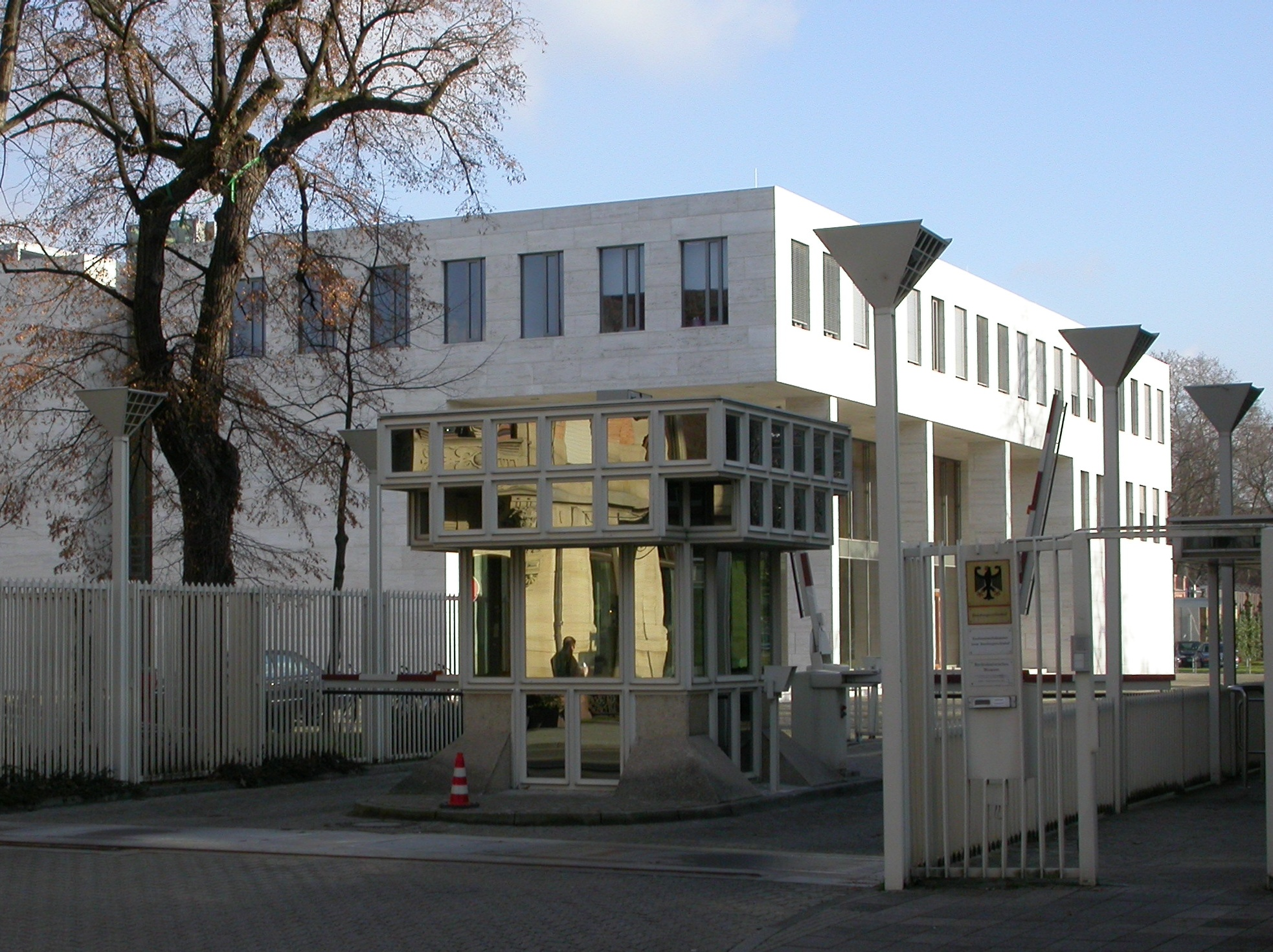
Empfangsgebäude des Bundesgerichtshofes in Karlsruhe

### Zuständiges Gericht, Rechtsweg
Für Nichtigkeitsklagen ist ausschließlich das Bundespatentgericht (BPatG) in München zuständig. In ihm sind fünf Nichtigkeitssenate eingerichtet. Die Senate entscheiden durch Urteil.
Die Berufungsinstanz gegen Urteile des BPatG ist der Bundesgerichtshof (BGH) in Karlsruhe.

### Ablauf
Der Klageschriftsatz der Nichtigkeitsklage wird schriftlich beim Bundespatentgericht (BPatG) in München eingereicht. Nach Klageeinreichung und Zahlung der Gerichtsgebühr stellt das BPatG die Klage dem Beklagten zu. Es schließt sich ein schriftliches Verfahren an.
Der Nichtigkeitskläger wird gegen Patentwürdigkeit des angegriffenen Patents argumentieren und muss dies begründen. Er kann dies auf der Grundlage des schon vor Patenterteilung im Prüfungsverfahren zitierten Materials (Stand der Technik) tun oder kann neues Material beibringen. Der Patentinhaber kann sein Patent ändern, falls er dies als nötig ansieht, indem er insbesondere geänderte Patentansprüche einreicht, die statt der früheren dem weiteren Verfahren zugrunde gelegt werden sollen.
Früher oder später kommt es zu einer mündlichen Verhandlung und zuletzt zu einem Urteil des zuständigen Senats.
Die Verfahrensdauer beträgt derzeit etwa 25 Monate.

### Änderungen des Patents
Wenn der Patentinhaber sein Patent ändern will, müssen diese Änderungen, um zur sachlichen Prüfung zugelassen zu werden, zwei Bedingungen genügen:
- Wie im Prüfungsverfahren müssen die Änderungen dem Offenbarungserfordernis des § 38 PatG genügen. Dies bedeutet, dass Änderungen nicht über den Inhalt der einstmals eingereichten Anmeldung hinausgehen dürfen.
- Der Schutzbereich des Patents darf nicht erweitert werden. Es dürfen keine Einschränkungen des Schutzbereichs gelöscht werden, denn dies würde seinerseits einen Nichtigkeitsgrund gemäß § 22 PatG darstellen.

## Kosten, Gegenstandswert
Die Kostenfragen zu einer Nichtigkeitsklage sind wie im herkömmlichen Zivilprozess gestaltet:
- Die Gerichtskosten und die Rechtsanwaltskosten sind abhängig vom Gegenstandswert und sind im Gerichtskostengesetz (GKG) bzw. Rechtsanwaltsvergütungsgesetz (RVG) geregelt. Die Parteien können mit ihrem Anwalt auch andere Kostenübereinkünfte treffen. Der Nichtigkeitskläger hat zunächst die Gerichtskosten zu zahlen.
- Da für Patentanwälte das RVG nicht gilt, ist deren Vergütung abhängig von der Vereinbarung mit dem Mandanten. Es kann z. B. die analoge Anwendung des RVG vereinbart werden.
- Während des Verfahrens trägt jede Partei ihre eigenen Kosten.
- Entsprechend dem Unterliegensprinzip steht am Ende dem Sieger ein Kostenerstattungsanspruch gegen den Unterliegenden zu.

Der Gegenstandswert der Nichtigkeitsklage ist oft höher als der einer korrespondierenden Verletzungsklage, denn der Wert der Nichtigkeitsklage inkludiert den Wert der korrespondierenden Verletzungssache, aber darüber hinaus auch den Wert des Patents gegen andere Marktteilnehmer.

## Einzelheiten

### Wirkung ex tunc
Eine (Teil-)Nichtigerklärung des Patents wirkt grundsätzlich ex tunc, also zurück in die Vergangenheit bis zur Erteilung. Wenn auf Schadenersatz für die Vergangenheit geklagt wurde, bewirkt die ex tunc wirkende Nichtigerklärung, dass auch für eine mögliche Verletzung in der Vergangenheit kein Schadenersatz zu zahlen ist. Schon gezahlte Lizenzgebühren müssen in der Regel aber nicht zurückgezahlt werden.

### Amtsermittlungsgrundsatz
Da Patente Rechte gegen jedermann sind, kann das Gericht auch jenseits des Parteivorbringens Umstände berücksichtigen, die für die zu diskutierenden Fragen relevant sind. Wenn allerdings der Kläger die Klage zurücknimmt, ist das Verfahren beendet.

### Aussetzung des Verletzungsverfahrens
Das mit der Verletzungssache befasste Gericht kann den Verletzungsprozess nach Erhebung der Nichtigkeitsklage aussetzen, bis diese entschieden ist, da letztere vorgreiflich für ersteren ist. Die Entscheidung darüber liegt im Ermessen des Verletzungsgerichts.

### Vertretung
Die Parteien können sich vor dem BPatG vertreten lassen. Dies kann durch einen Rechtsanwalt oder durch einen Patentanwalt geschehen. Häufig sind beide zusammen involviert, da sie auch zusammen die Verletzungsklage bearbeiten.

### Druck zur Einigung
In der mündlichen Verhandlung zu einer Nichtigkeitsklage wirkt das Gericht oft massiv auf eine Einigung der Parteien hin. Diese Einigung sollte dann auch den Verletzungsaspekt enthalten.